# Гришаев, Павел Иванович
Павел Иванович Гришаев (1918—1993) — деятель органов государственной безопасности, подполковник, доктор юридических наук, профессор, заслуженный деятель науки РСФСР.

## Биография
Родился в русской семье крестьянина-середняка. Образование получал, окончив 10 классов средней школы в Баку в 1937, 1 курс Военно-механического института в Ленинграде с апреля 1937 по март 1938, ВЮЗИ в 1942, 4-годичные курсы немецкого языка в Москве в 1948, аспирантуре при ВЮЗИ в 1953. Кандидат юридических наук с 1953, доктор юридических наук с апреля 1981. Член ВКП(б) c марта 1941.
С марта 1938 по март 1939 слушатель Ленинградской межкраевой школы НКВД. Служил в отдельном батальоне охраны управления коменданта Московского Кремля с марта 1939 по 24 июля 1942. Затем сотрудник особого отдела НКВД — отдела контрразведки (ОКР) СМЕРШ во 2-й истребительной дивизии на Брянском и Центральном фронтах до июля 1943. Следаватель управления контрразведки (УКР) СМЕРШ Центрального фронта до 20 октября 1943, следователь УКР СМЕРШ Белорусского, 1-го Белорусского фронтов до мая 1944, старший следователь 4-го отдела ГУКР СМЕРШ НКО СССР до июня 1946, старший следовател 6-го отдела 3-го главного управления МГБ СССР до 1947, старший следователь следственной части по особо важным делам (ОВД) МГБ СССР до сентября 1951, помощник начальника следственной части по ОВД МГБ СССР до 12 марта 1953, заместитель начальника кафедры специальных дисциплин школы № 3 ВШ МВД СССР до 3 октября 1953, после чего уволен по служебному несоответствию. Один из тех кто вёл дело врачей, дело ЕАК и дело В. С. Абакумова.
Преподаватель Московского юридического института с октября 1953 до 1954, затем непродолжительное время преподаватель МГУ имени Ломоносова, потом преподаватель старший преподаватель, доцент, проректор ВЮЗИ до 1969, профессор.

### Звания
- сержант государственной безопасности (25 февраля 1939);
- младший лейтенант государственной безопасности (13 декабря 1941);
- капитан;
- майор;
- подполковник государственной безопасности.

### Награды
- орден Отечественной войны II степени (13 сентября 1945);
- орден Красной Звезды (31 июля 1944);
- 6 медалей.

## Публикации
- Гришаев П. И. Законность. — М., 1993, № 11. — С. 63.[4]
- Гришаев П. И. Фарс с «либерализацией» фашистского режима в Чили. 1980.[5]